# Лорис-Меликовское ремесленное училище

Лорис-Меликовское ремесленное училище. Фото конец XIX — начало XX века

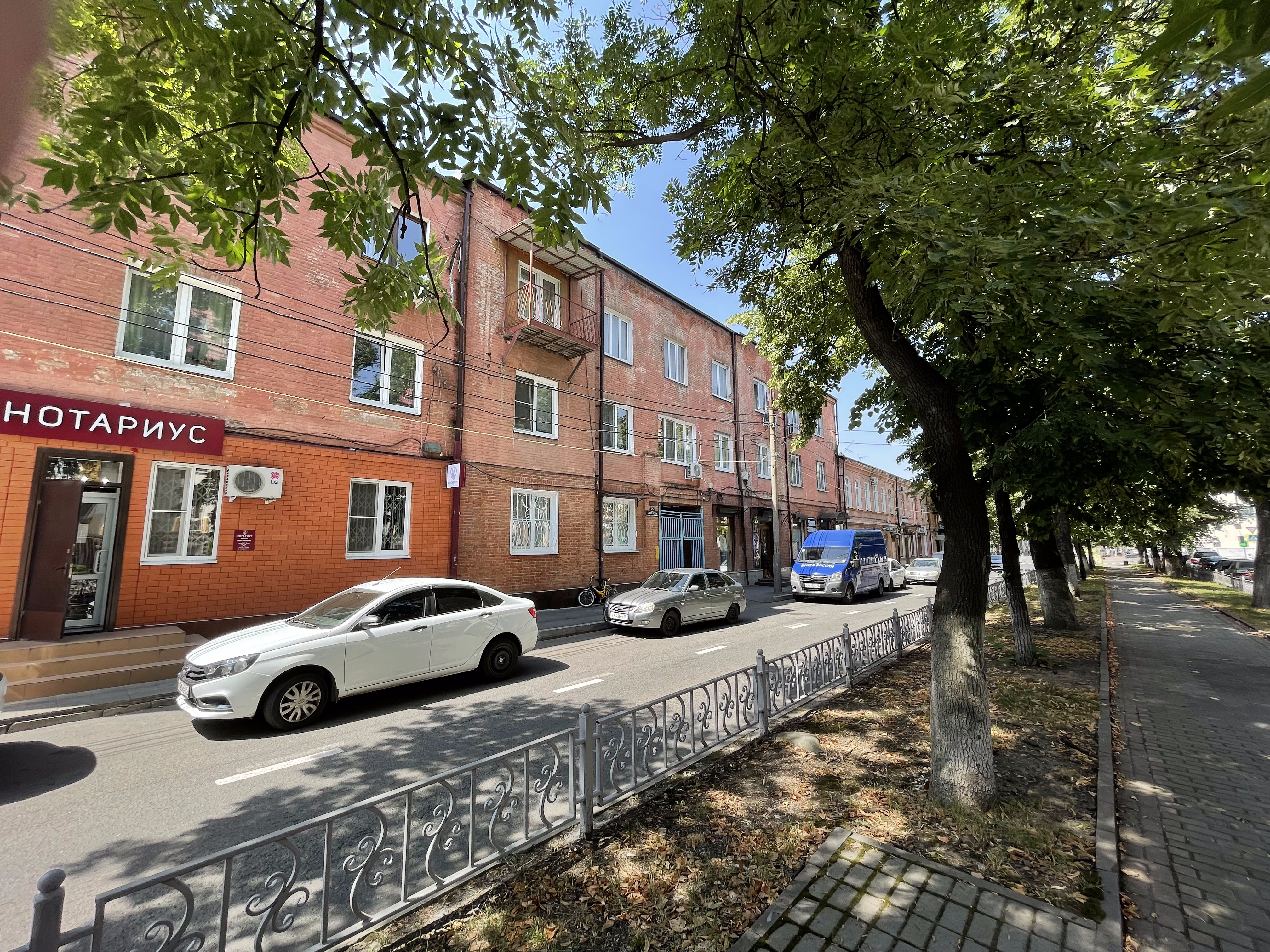
Фасад со стороны улицы Миллера, д. № 25

Лорис-Меликовское ремесленное училище — памятник архитектуры во Владикавказе, Северная Осетия. Выявленный объект культурного наследия России. Памятник, связанный с историей промышленного развития Терской области, Северного Кавказа и Владикавказа. Одно из старейших в России и первое на Северном Кавказе ремесленное училище.
Располагается с запада на восток в границах улиц Баллаева, Кирова и Миллера. Северный фасад выходит на улицу Кирова, № 30. Правая часть этого дома выходит на улицу Баллаева, № 32. Самый протяжённый восточный фасад выходит на улицу Миллера, № 25 до пересечения с улицей Никитина. Западная часть памятника состоит из отдельно стоящего дома № 30 по улице Баллаева. В настоящее время дом № 30 по улице Кирова и дом № 30 по улице Баллаева являются полностью жилыми зданиями. На улице Миллера первый этаж здания занимают различные торговые организации.
Ремесленное училище было построено в 1868 году на личные средства начальника Терской области, генерал-адъютанта Михаил Тариэлович Лорис-Меликов. Училище состояло из пяти отделений. По инициативе Михаила Лорис-Меликова в училище была введено производственное обучение. В последующие годы финансово поддерживал училище, следил за его деятельностью и состоял в попечительском совете. Указом Александра II училищу было присвоено имя его основателя за «устройство и упрочение существования открытого во Владикавказе ремесленного училища».
В 1919 году училище было переведено на Вокзальный проспект (современная улица Маркова) в бывшую мебельную фабрику А. Ф. Крейчи. В 1956 году было преобразовано в полиграфическое училище (сегодня — Технический колледж полиграфии и дизайна) по адресу Маркова, 42.
5 декабря 2019 года на северном фасаде по улице Кирова была установлена мемориальная доска Михаилу Тариэловичу Лорис-Меликову (авторы: скульптор Овик Хачатрян, архитектор Тигран Ананян).